# بورک
بورَک متشکل است از یک نوع خمیر نان یا شیرینی بنام خمیر فیلو و مواد گوناگونی که در داخل این خمیر قرار می‌گیرند. به آن بروکاس هم گفته‌اند.
این نوع خوراکی در سرزمین‌های عثمانی سابق رایج است. نام بورک از واژه فارسی بورک یا بوره آمده است.
در بندرعباس و سواحل شمالی خلیج‌فارس و دریای عمان نیز بورَک از نوعی سبزی خودرو در گندم‌زارها به نام «بجندک» تهیه می‌شود که با سیرداغ و پیازداغ مخلوط کرده و در خمیر کلوچه جای می‌دهند و در تنور می‌پزند.